# Bednárec (przystanek kolejowy)
Bednárec – przystanek kolejowy w miejscowości Bednárec, w kraju południowoczeskim, w Czechach. Znajduje się na wysokości 530 m n.p.m..
Na przystanku nie ma możliwości zakupu biletów, a obsługa podróżnych odbywa się w pociągu.

## Linie kolejowe
- 225 Havlíčkův Brod – Veselí nad Lužnicí